# جيك باريت (لاعب كرة قدم أسترالية)
جيك باريت (بالإنجليزية: Jake Barrett)‏ هو لاعب كرة قدم أسترالية أسترالي، ولد في 8 نوفمبر 1995.

## وصلات خارجية
- جيك باريت على موقع AustralianFootball.com (الإنجليزية)
- جيك باريت على موقع AFLtables.com (الإنجليزية)